# Steen A. Larsen
Steen A. Larsen (født 1948) er en dansk erhvervsmand, der foruden trykkerivirksomhed har forfattet en række skrifter om Strandby og Strandby Havn.
Larsen er opvokset i Strandby og hans familie har rødder i byen. Hans oldefar var en af byens fiskere og blandt initiativtagerne til opførelsen af den første havn i Strandby. Han driver to trykkerivirksomheder i byen og ejer SAL Gruppen, som er en gruppe af trykkerier og handelsvirksomheder.
Bogen Det gamle Strandby er en lokalhistorisk bog, der beskriver Strandby og opbygningen af Strandby Havn, byens gamle familier og historier fra 1879 til 1950. Steen A. Larsen har desuden skrevet flere jubilæumsskrifter til byens foreninger og firmaer